# Canthium fraternum
Canthium fraternum är en måreväxtart som beskrevs av Friedrich Anton Wilhelm Miquel. Canthium fraternum ingår i släktet Canthium och familjen måreväxter.
Artens utbredningsområde är Java. Inga underarter finns listade i Catalogue of Life.